# Saint-Antoine-la-Forêt
 Saint-Antoine-la-Forêt  es una población y comuna francesa, en la región de Alta Normandía, departamento de Sena Marítimo, en el distrito de Le Havre y cantón de Lillebonne.

## Demografía
| 489 | 515 | 530 | 749 | 902 | 935 |
| Para los censos de 1962 a 1999 la población legal corresponde a la población sin duplicidades (Fuente: INSEE [Consultar]) |     |     |     |     |     |